# Razanandrongobe
Razanandrongobe sakalavae
Genre
Espèce
Razanandrongobe (qui signifie « ancêtre [du] grand lézard » en malgache) est un genre fossile de très grands Crocodyliformes sébosuchiens du Jurassique moyen de Madagascar. Une seule espèce est rattachée au genre, Razanandrongobe sakalavae, nommé en 2004 par Simone Maganuco et ses collègues. Elle est connue à l'origine par un seul fragment du maxillaire supérieur, l’os principal porteur de dents de la mâchoire supérieure ; plusieurs dents isolées lui ont également été attribuées. Les restes proviennent de l’unité Isalo Illb de Mahajanga, d’âge Bathonien. Le fragment de la mâchoire et les dents sont similaires aux os représentatifs des dinosaures théropodes et de certains types de crocodylomorphes, et les auteurs se sont abstenus d'assigner le genre à l'un ou l'autre groupe. Ils ont interprété les dents robustes comme ayant été utilisées pour écraser les os et leurs denticules sont remarquablement grandes, voire plus grandes que celles de Tyrannosaure. Des restes supplémentaires, décrits en 2017, ont permis de mieux comprendre la phylogénie de R. sakalavae, qui s'est révélée être le plus ancien notosuchien connu.

## Découverte et dénomination

### Découverte initiale

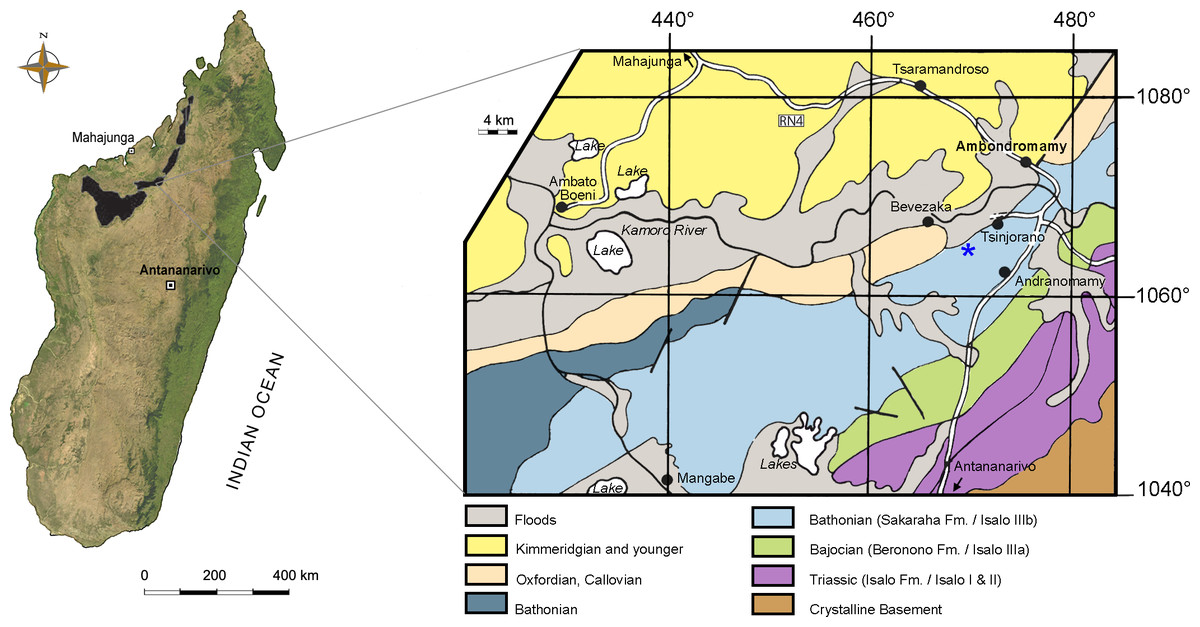
Carte montrant la géologie locale autour d'Ambondromamy, Madagascar

Tous les restes connus de Razanandrongobe proviennent de strates appartenant à la Formation de Sakaraha dans les badlands (appelés localement tanety) entourant la ville d'Ambondromamy, Madagascar. En octobre 2001, Giovanni Pasini a vérifié pour la première fois la présence de strates fossilifères dans cette région. Au cours d'une enquête de terrain associée sur la localité, des collectionneurs locaux ont découvert deux fragments de crâne portant des dents à la surface du sol, qui appartenaient à deux types différents de reptiles. Ces fragments ont ensuite été acquis par Gilles Emringer et François Escuillié de Gannat, France, qui avaient l'intention de les mettre à disposition pour la recherche.
Sur la base du potentiel de recherches supplémentaires, quatre permis temporaires ont été obtenus dans la zone pour l'exploration auprès du Bureau du cadastre minier de Madagascar. En avril 2003, une équipe conjointe du Musée d'histoire naturelle de Milan (MSNM) et du Musée civique des fossiles de Besano a lancé une expédition financée par des fonds privés dans la région. Pasini a recueilli un certain nombre de dents au cours de cette expédition. En juin 2003, il a eu accès à l'un des deux fragments de crâne, un maxillaire, et a reconnu que les dents étaient identiques. La MSNM a acquis ce spécimen ; il est maintenant catalogué comme MSNM V5770, tandis que les dents sont cataloguées comme MSNM V5771-5777.
Simone Maganuco, Cristiano Dal Sasso et Pasini ont décrit ces spécimens en 2006 comme représentant un nouveau genre et une nouvelle espèce, Razanandrongobe sakalavae, avec MSNM V5770 comme holotype. Le nom du genre est un composé des mots malgaches « razana- » (ancêtre), « androngo- » (lézard) et « -be » (grand), signifiant collectivement "ancêtre du grand lézard". Le nom de l'espèce est le Latin pour « de Sakalava », se référant au groupe ethnique qui habite la région.

### Spécimens supplémentaires

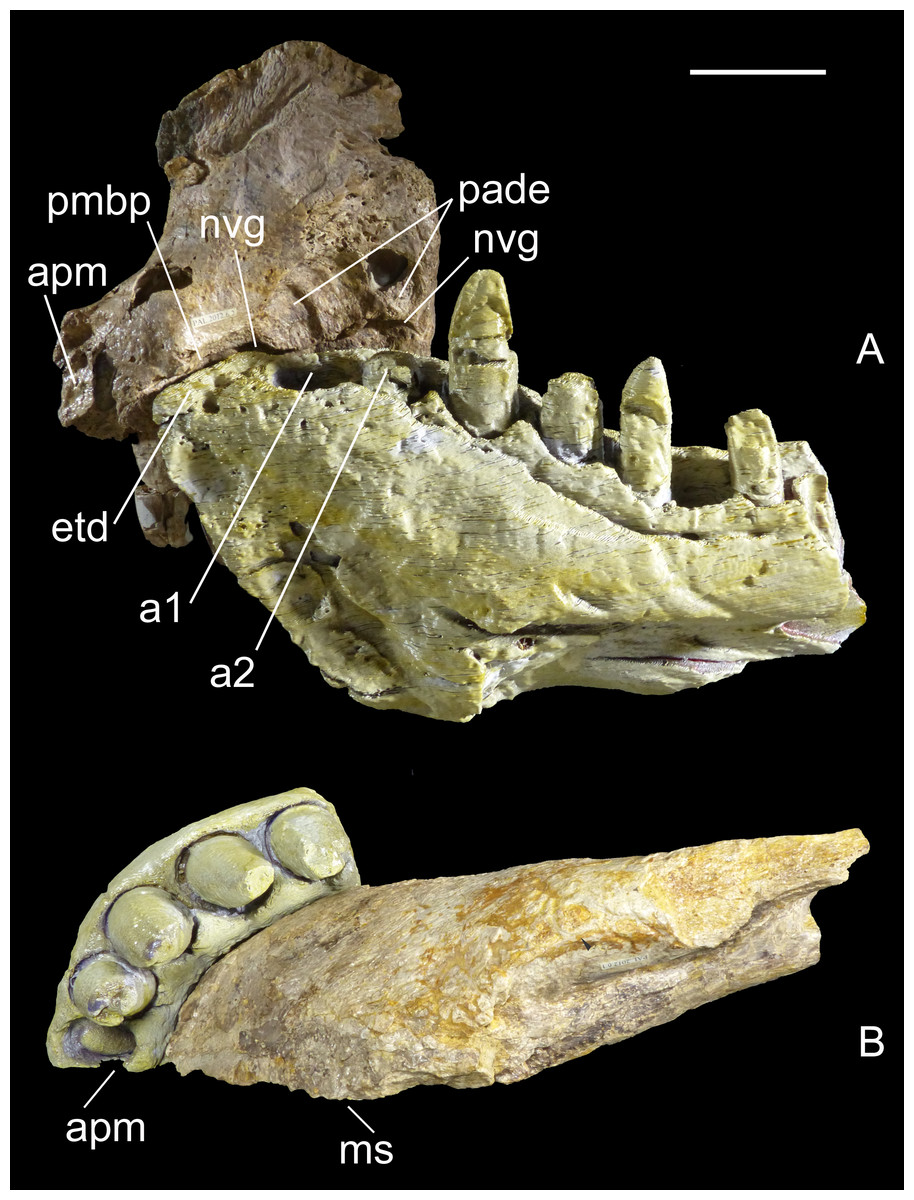
Dentaire et prémaxillaire, MHNT.PAL.2012.6.1–2, du même individu de Razanandrongobe

Entre 1972 et 1974, le sous-directeur des services techniques de la Société sucrière de Mahavavy avait précédemment prélevé un dentaire (mâchoire inférieure) et un prémaxillaire de la zone où l'holotype de Razanandrongobe a été découvert. Sous autorisation de la Direction des Mines et de l'Energie de Madagascar, ces spécimens ont été exportés et stockés dans la collection de D. Descouens. Après avoir été préparés, on a découvert que ces fossiles appartenaient à Razanandrongobe ; sur la base du fait qu'ils s'emboîtent parfaitement, on a en outre déduit qu'ils appartenaient au même individu. En avril 2012, ces spécimens ont été acquis par le Muséum d'histoire naturelle de Toulouse (MHNT), où ils sont respectivement catalogués MHNT.PAL.2012.6.1 et MHNT.PAL.2012.6.2.
Le MHNT a également acquis six fragments de crâne de Descouens, qui sont catalogués comme MHNT.PAL.2012.6.3–8. La localité d'origine de ces spécimens est inconnue. Parmi ces fragments, les plus gros sont spongieux avec des morceaux de roche environnante (matrice) attachés ; les plus petits sont plus denses, blanchâtres et polis, suggérant une exposition prolongée à l'air et au soleil. Le MSNM a acquis un autre spécimen, une couronne dentaire cataloguée comme MSNM V7144. Ce spécimen avait été collecté par l'agronome italien G. Cortenova, qui a donné le spécimen à l'entomologiste amateur G. Colombo avant sa mort. Colombo a fait don du spécimen au MSNM. Tous ces spécimens supplémentaires ont été décrits en 2017 par Dal Sasso, Pasini, Maganuco et Guillaume Fleury.

## Description

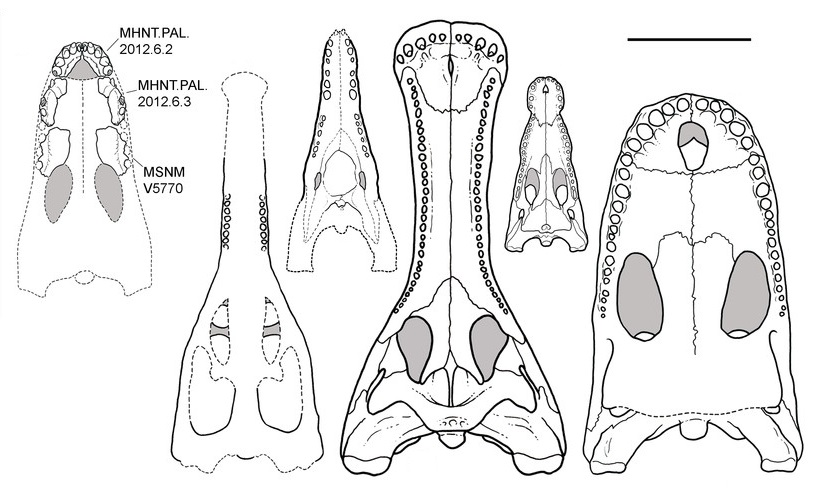
De gauche à droite: Crâne de Razanandrongobe (vue de dessous) par rapport aux crocodyliformes géants Machimosaurus, Barinasuchus, Sarcosuchus, le crocodile marin Crocodylus porosus, et Purussaurus

D'après les vestiges disponibles, Razanandrongobe serait le plus grand connu des Mésoeucrocodylien non-marin du Jurassique. La longueur de son crâne a probablement dépassé celle de Barinasuchus estimée à 88 centimètres de long. Dal Sasso et ses collègues ont déduit une forme de corps similaire à celle des Baurusuchidae, produisant une longueur totale de 7 mètres, une hauteur à la hanche de 1,6 mètre et un poids de 800 à 1 000 kilogrammes.

### Os du museau

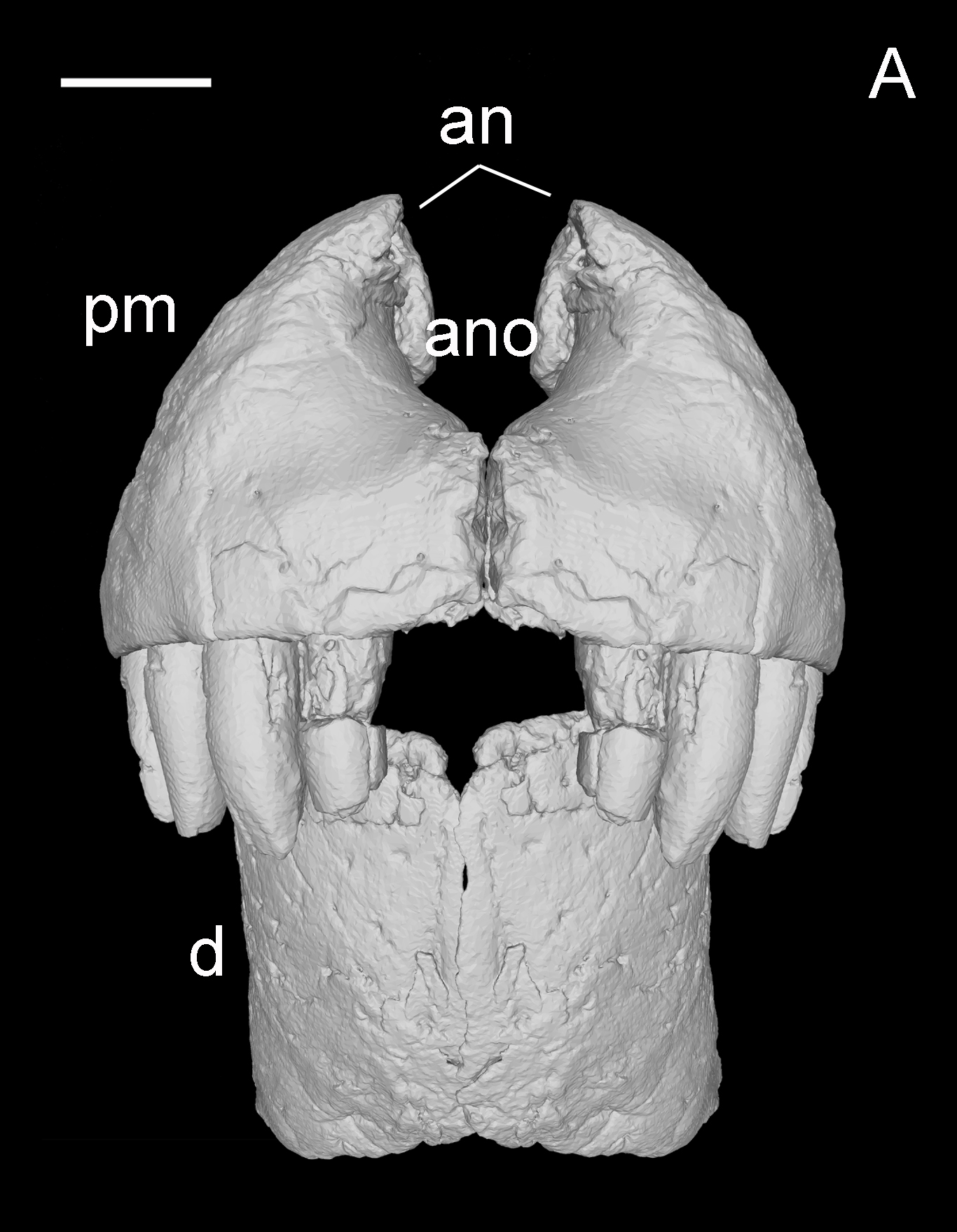
Reconstitution du museau, vue de face.
Les narines osseuses sont marquées comme ano.

Razanandrongobe possède un crâne hautement spécialisé, avec un museau robuste et arrondi en forme de « U », plus grand que large (orinirostral), comme Dakosaurus. À l'avant du museau, les ouvertures des narines osseuses - l'apertura nasi ossea - sont tournées vers l'avant et sont soudées à la ligne médiane. Les fosses lisses connues sous le nom de fosses périnariennes s'étendent des narines au niveau des dents. Le reste du prémaxillaire montre une surface rugueuse, recouverte de crêtes et de creux. Sur le palais, deux dépressions sub-circulaires sont visibles à l'avant du museau. La première paire de dents de la mâchoire inférieure aurait été localisée à la fermeture de la bouche. La partie palatine du maxillaire ne ferme pas le bord inférieur des prémaxillaires, laissant une grande ouverture - un foramen incisive - qui est environ deux fois moins longue que le prémaxillaire est large. À l'intérieur de la rangée de dents, il y a une étagère paradentale recouverte de crêtes et de sillons.
Le maxillaire est grand et robuste comme le prémaxillaire, et le plateau paradental continue dessus. La surface du palais est placée exceptionnellement haut au-dessus du rang des dents, à peu près à mi-hauteur de la profondeur des alvéoles. En dessous des orbites, la bouche maxillaire est la plus épaisse. À cette position, il rencontre la partie du palais formée par les os du palais et longe les ouvertures connues sous le nom de fenestrae suborbitale. De cette façon, le palais de Razanandrongobe est semblable à celui des Ziphosuchia, y compris Araripesuchus. À l'intérieur du maxillaire, il y a une rainure lisse qui peut correspondre à une ouverture pneumatique dans le crâne, également visible chez les Alligators

### Mâchoire inférieure

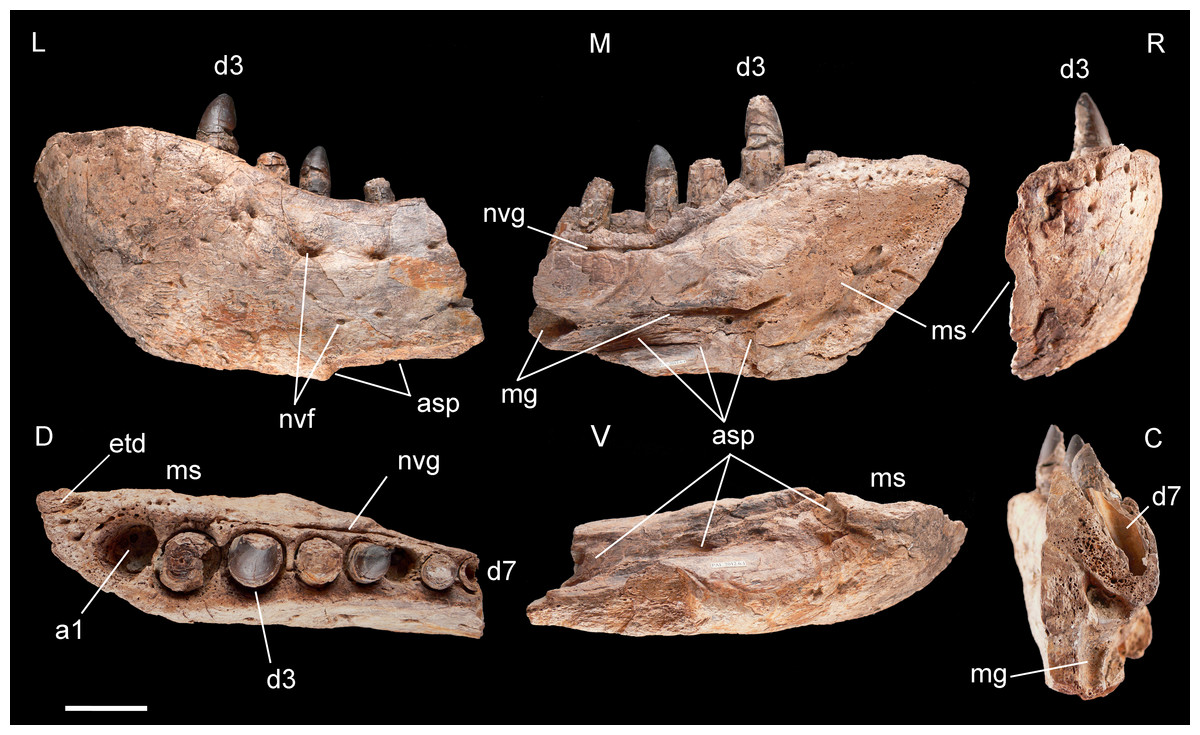
Dentaire MHNT.PAL.2012.6.1 de Razanandrongobe ; attachement splénial marqué comme asp

Comme le museau, la mâchoire inférieure est grande et robuste. De manière unique, la pointe de la mâchoire inférieure est dépourvue de dents, pour une section de l’os dentaire correspondant au diamètre de plus d’une dent. L'avant de la mâchoire aurait été fusionné; à l'intérieur de l'os, il y a une cicatrice qui longe à l'arrière 20% de la partie soudée, représentant la fixation de l'os splénial. Comme la prémaxillaire, la surface externe du dentaire est texturée et comporte un réseau dense de canaux en zigzag pour les vaisseaux sanguins (c'est-à-dire les canaux vasculaires). Sur la surface intérieure, immédiatement adjacente à la rangée de dents, se trouve une rangée de creux qui s’enfoncent dans une gorge vers l’arrière de la mâchoire. Le bord supérieur de l'os est convexe à l'avant, puis se transforme en une région concave.

### Les dents
Razanandrongobe avait cinq dents dans chaque prémaxillaire, au moins dix dans chaque maxillaire et huit dans chaque moitié du dentaire. La plupart des alvéoles sont sub-circulaires, tandis que la moitié interne des alvéoles du maxillaire et à l'avant du dentaire soient rectangulaires. Toutes sont plus larges que longues et presque verticales. Les plus grandes alvéoles sont séparées par des distances plus étroites que les petites dents et les surfaces de séparation sont ornées comme les étagères paradentales. Les dents elles-mêmes sont inhabituelles ; elles portent de grandes dentelures sur les bords avant et arrière, qui sont proportionnellement encore plus grandes que celles des dinosaures tels que Tyrannosaure. Elles sont également épaisses, non rétrécies et légèrement recourbées (pachydonte), et présentent une section transversale allant de sub-ovale à une forme de « U » (ou en forme de salinon). Les plus petites dents sont en forme de globe. Aucune des dents n'est particulièrement hypertrophiée comme les canines des mammifères, mais les trois premières dents de dentaire sont plus grandes que les autres.

## Paléoécologie

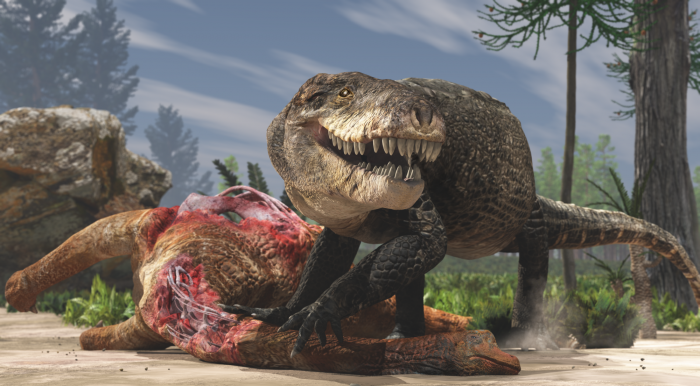
Représentation hypothétique de l'animal, se nourrissant dArchaeodontosaurus.

Les strates à partir desquelles les fossiles de Razanandrongobe ont été récupérés ont été appelées « Faciès Continental » ou « Bathonien Facies Mixte Dinosauriens » (faciès de dinosaures mixtes Bathoniens) de la Formation de Sakaraha (ou Formation d'Isalo IIIb) dans le Groupe d'Isalo. Cette formation géologique est constituée de couches croisées de grès et de siltstone avec des "pavés calcaires" et des bancs d'argiles multicolores. Le grès entourant l'holotype de Razanandrongobe est à grains fins (0,2 à 0,3 millimètre de diamètre) et est principalement composé de quartz, avec des grains plus rares d'ilménite, de grenat et de zircon. L'environnement de dépôt a été déduit comme étant fluvial (basé sur les rivières) ou lacustre (basé sur les lacs),.
Sur la base des oursins Nucleolites amplus et Acrosalenia colcanapi comme fossiles index, la formation de Sakaraha a été corrélée au stade Bathonien (il y a 167,7 à 164,7 millions d'années) de l'époque du Jurassique moyen. Les dépôts du Jurassique moyen dans le bassin de Mahajanga ont produit un assemblage d'animaux inhabituel mais mal connu. En 2005, l'autre fragment de crâne trouvé dans la même localité que Razanandrongobe a été nommé comme le dinosaure sauropode Archaeodontosaurus. Des dents de ptérosaures ont également été trouvées dans la localité. Les animaux d'autres localités comprennent les sauropodes Lapparentosaurus et « Bothriospondylus » madagascariensis, et un autre sauropode basé sur des dents ; des théropodes des groupes Abelisauridae , Ceratosauria basal, Coelurosauria et éventuellement Tetanurae, ainsi que des traces de l'ichnogenre Kayentapus,, ; des crocodyliformes thalattosuchiens ; un mammifère appartenant au Tribosphenida ; des plésiosaures ; et peut-être des ichtyosaures. Du bois silicifié est également présent dans les strates,.

### Publication originale
- [2006] S. Maganuco, C. Dal Sasso et G. Pasini, « A new large predatory archosaur from the Middle Jurassic of Madagascar », Atti della Società Italiana di Scienze Naturali e del Museo Civico di Storia Naturale in Milano, vol. 147, no 1,‎ 2006, p. 19–51 (lire en ligne).